# Rhomboptila irrufata
Rhomboptila irrufata är en fjärilsart som beskrevs av Louis Beethoven Prout 1931. Rhomboptila irrufata ingår i släktet Rhomboptila och familjen mätare. Inga underarter finns listade.